# Alexander Sørloth
Alexander Sørloth, född 5 december 1995 i Trondheim, är en norsk fotbollsspelare som spelar för Atlético Madrid. Han representerar även Norges landslag.
Han är son till den före detta norske landslagsspelaren Gøran Sørloth.

## Karriär
Den 22 september 2020 värvades Sørloth av tyska RB Leipzig, där han skrev på ett kontrakt fram till sommaren 2025. Den 25 augusti 2021 lånades Sørloth ut till spanska Real Sociedad på ett säsongslån.

## Karriärstatistik

### Landslag
| Landslag | År     | Matcher | Mål |
| -------- | ------ | ------- | --- |
| Norge    | 2016   | 7       | 1   |
| Norge    | 2017   | 5       | 0   |
| Norge    | 2018   | 5       | 1   |
| Norge    | 2019   | 5       | 4   |
| Norge    | 2020   | 5       | 3   |
| Norge    | 2021   | 5       | 2   |
| Totalt   | Totalt | 32      | 11  |

### Landslagsmål
| Nr | Datum            | Arena                                      | Motståndare | Mål | Resultat | Tävling                         |
| -- | ---------------- | ------------------------------------------ | ----------- | --- | -------- | ------------------------------- |
| 1  | 1 juni 2016      | Ullevål Stadion, Oslo, Norge               | Island      | 3–1 | 3–2      | Träningsmatch                   |
| 2  | 2 juni 2018      | Laugardalsvöllur, Reykjavik, Island        | Island      | 3–2 | 3–2      | Träningsmatch                   |
| 3  | 15 oktober 2019  | Arena Națională, Bucharest, Rumänien       | Rumänien    | 1–1 | 1–1      | Kval till EM 2020               |
| 4  | 15 november 2019 | Ullevål Stadion, Oslo, Norge               | Färöarna    | 3–0 | 4–0      | Kval till EM 2020               |
| 5  | 15 november 2019 | Ullevål Stadion, Oslo, Norge               | Färöarna    | 4–0 | 4–0      | Kval till EM 2020               |
| 6  | 18 november 2019 | Ta’ Qali-stadion, Ta' Qali, Malta          | Malta       | 2–1 | 2–1      | Kval till EM 2020               |
| 7  | 7 september 2020 | Windsor Park, Belfast, Nordirland          | Nordirland  | 3–1 | 5–1      | Uefa Nations League B 2020/2021 |
| 8  | 7 september 2020 | Windsor Park, Belfast, Nordirland          | Nordirland  | 4–1 | 5–1      | Uefa Nations League B 2020/2021 |
| 9  | 11 oktober 2020  | Ullevål Stadion, Oslo, Norge               | Rumänien    | 2–0 | 4–0      | Uefa Nations League B 2020/2021 |
| 10 | 24 mars 2021     | Victoria Stadium, Gibraltar                | Gibraltar   | 1–0 | 3–0      | Kval till VM 2022               |
| 11 | 30 mars 2021     | Stadion Pod Goricom, Podgorica, Montenegro | Montenegro  | 1–0 | 1–0      | Kval till VM 2022               |